# Hilarographa regalis
Hilarographa regalis es una especie de polilla de la familia Tortricidae.
Fue descrita científicamente por Walsingham en 1881.